# Downsampling
Der Begriff Heruntertaktung bzw. Downsampling (engl.) bezeichnet die Reduktion der Stützstellen einer Zeitreihe oder anderer Anordnungen diskreter Werte. Bis auf Sonderfälle ist das Downsampling dadurch mit Informationsverlust verbunden (im Gegensatz zur Kompression). Es ist das Gegenstück zum Upsampling und wie dieses ein Spezialfall des Resamplings.
Bei Rastergrafiken bezeichnet man entsprechend die Verringerung der Bildpunkte (samples) als Downsampling. Die Verringerung der Bittiefe der einzelnen Farbkanäle ist aber ebenso wenig Downsampling wie die Verringerung der Bittiefe bei Audiokanälen, da die Anzahl der samples gleich bleibt. Downsampling beschreibt also den Vorgang einer Reduktion der Zeit- oder Orts-Auflösung (Audio bzw. Graphik), eine Bittiefenreduktionen eine Änderung der Quantisierungsauflösung.

## Verfahren
Zunächst wird das zeitdiskrete Signal zur Vermeidung von Alias-Effekten mit einem idealen Tiefpassfilter (Sinc-Filter) bandbegrenzt. Die Grenzfrequenz der Tiefpassfilterung, sie stellt in dem Verfahren den eigentlichen Informationsverlust dar, reduziert sich gemäß dem Nyquist-Shannon-Abtasttheorem auf die Hälfte der Abtastfrequenz am Ausgang. Ein Downsampling mit einer vorher durchgeführten Tiefpassfilterung wird in der Digitalen Signalverarbeitung auch als Decimation bezeichnet.

### Sonderfall Ganzzahliger Konvertierungsfaktor
Wenn der ganzzahlige Faktor N das Verhältnis von hoher Eingangstaktfrequenz zu niedrigerer Ausgangstaktfrequenz beschreibt, dann wird zur Bildung der Ausgangsfolge jeder N-te Wert der Folge nach der Tiefpassfilterung genommen, die restlichen Werte dazwischen werden verworfen.

### Sonderfall Rationaler Konvertierungsfaktor
Lässt sich der Faktor N als eine rationale Zahl in der Form {\displaystyle N={\frac {M}{L}}} ausdrücken, so kann zunächst ein Upsampling um den ganzzahligen Faktor M durchgeführt werden, daran anschließend ein Downsampling um den ganzzahligen Faktor L.

### Beliebiger Konvertierungsfaktor
Aus mathematischer Sicht handelt es sich bei allen Resampling-Problemen um Interpolationsprobleme der Numerischen Mathematik für die sie verschiedene Methoden bereitstellt, z. B. Nearest-Neighbour-, Lineare- oder Spline-Interpolation.

### Praxis
Bildschirme werden im Verhältnis 4-2-2 oder 4-4-4 angesteuert.